# Leonel de Antuérpia, Duque de Clarence
Leonel de Antuérpia (29 de novembro de 1338 - 17 de outubro de 1368), Duque de Clarence e Conde de Ulster, foi o terceiro filho do rei Eduardo III de Inglaterra e de Filipa de Hainaut. O seu sobrenome é informal e derivado de ter nascido na cidade de Antuérpia, actualmente na Bélgica.
Em 1352, Leonel casou com Elizabeth de Burgh, herdeira do importante Condado de Ulster na Irlanda. Em 1362, Eduardo III faz dele Duque de Clarence e governador da Irlanda, com o objectivo de assegurar a autoridade inglesa na ilha. Seus esforços para garantir uma efetiva autoridade sobre as suas terras irlandesas foram apenas moderadamente bem sucedidos, e após a realização de um parlamento em Kilkenny, que passou o famoso Estatuto da Kilkenny, em 1367, ele abandonou a tarefa com desgosto e retornou à Inglaterra. Leonel tornou-se viúvo em 1363, quando Elizabeth morreu durante o trabalho de parto da sua filha Filipa. O segundo casamento surgiu em 1368, já depois do seu regresso definitivo a Inglaterra. A noiva era Violante Visconti, filha de Galeazzo Visconti, senhor de Pavia, que a dotara com uma soma astronómica. O casamento efectuou-se em Itália no mês de Junho. Leonel morreu ainda em Itália em Outubro do mesmo ano.